# 기브웰
기브웰(GiveWell)은 미국의 비영리 단체 자선 평가 및 효과적 이타주의 중심 단체이다. 기브웰은 조직의 예산 중 오버헤드에 사용되는 비율과 같은 전통적인 지표보다는 주로 평가하는 조직의 비용 효율성에 중점을 둔다.

## 역사
2006년에 코네티컷의 헤지펀드에서 일하던 홀든 카노프스키와 엘리 하센펠드는 그들이 펀드에서 사용하던 데이터와 성능 지표를 기반으로 자선 단체를 평가하기 위해 동료들과 비공식적인 그룹을 결성했다. 그들은 종종 데이터가 존재하지 않는다는 것을 발견하고 놀랐다. 다음 해, 카노프스키와 하센펠드는 기부자들에게 재무분석가 서비스를 제공하기 위한 비영리 단체로 기브웰을 설립했다. 그들은 결국 생명을 구하는 데 드는 비용이라는 지표를 기반으로 자선 단체를 평가하기로 결정했다. 첫 해에 비영리 단체 운영 자금은 Clear Fund라는 펀드에서 제공되었으며, 이 펀드에는 비공식 클럽의 전 회원이었던 기브웰의 이사들이 약 30만 달러를 투자했으며, 그 중 약 절반이 조직 자금으로 사용되었다.
첫 해에 카노프스키와 하센펠드는 자선 단체가 일반적으로 오버헤드에 더 많은 돈을 써서 직원 급여를 지불하고 노력의 효과를 추적하기 위한 기록을 유지해야 한다고 주장했다. 이는 자선 활동 자체에 사용된 자금 대비 오버헤드 비율을 기반으로 자선 단체를 평가하는 일반적인 방식과 상반되었다.
2007년 말, 기브웰의 설립자들은 기부 방법에 대한 좋은 정보를 찾을 수 있는 곳에 대해 질문하고 기브웰을 추천하는 답변을 제공하기 위해 양말인형을 사용하여 여러 인터넷 블로그와 포럼에서 조직을 홍보했다. 기브웰의 이사회는 조사를 통해 설립자인 카노프스키와 하센펠드가 부적절하게 행동했음을 발견했고, 그 결과 각자에게 5000달러의 벌금을 부과했으며 카노프스키는 전무 이사에서 프로그램 이사로 강등되었다.
2008년에 기브웰은 윌리엄 앤 플로라 휴렛 재단의 비영리 시장 이니셔티브로부터 자금을 지원받았다. 휴렛 재단은 2014년 3월까지 기브웰의 주요 후원자로 활동했으며, 휴렛 재단은 2010년에 의뢰한 연구에서 기부자의 3%만이 성과 지표(예: 충성도, 개인적인 연결, 신앙 등)를 기반으로 자선 단체를 선택했으며, 이후 2012년 연구에서는 더 나은 데이터를 제공하려는 노력이 이러한 패턴을 바꾸지 못했음을 보여주자 비영리 시장 이니셔티브를 종료한다고 발표했다.
2013년에 기브웰은 실리콘 밸리의 사람들이 효과적 이타주의 철학을 강력히 지지하게 된 샌프란시스코로 사무실을 이전했다.

## 접근 방식
기브웰의 접근 방식은 데이터 기반이며, 개발도상국에서 활동하는 자선 단체를 추천한다.
미국 철학자 레이프 웨나르는 자선 단체 평가 기관을 비판하며, 추천하는 자선 단체가 야기하는 해를 충분히 고려하지 않는다고 말했다.

## 오픈 필란트로피
2011년, 남편 더스틴 모스코비츠와 아내 카리 튜나(Cari Tuna)가 83억 달러로 설립한 굿 벤처스는 기브웰과 파트너십을 맺고 Good Ventures가 수행하는 자금 지원을 위한 수단으로 오픈 필란트로피라는 파트너 조직을 설립했다. 2015년, 마이크 크리거와 그의 약혼녀 케이틀린 트리거는 2년 동안 오픈 필란트로피에 75만 달러를 기부했으며, 그 중 10%는 프로젝트 운영 자금으로 사용되었다.
오픈 필란트로피는 형사 사법 개혁 및 다양한 정책 영역에 대한 자금 지원을 조사했으며, 인공지능 위험 완화, 생물 보안, 및 글로벌 보건 분야의 연구에 자금을 지원했다.
2017년에 오픈 필란트로피는 기브웰과 분리되었고, 카노프스키가 기브웰의 공동 전무 이사직에서 물러나자 하센펠드가 기브웰의 단독 전무 이사가 되었다.

## 추천 자선 단체
기브웰은 매년 가장 비용 효율적인 자선 단체를 추천한다. 그들은 기부된 미국 달러 3,500~5,500달러당 평균 1명의 생명을 구한다고 추정한다. 2022년 8월 기준으로 추천하는 주요 자선 단체는 다음과 같다.
- 말라리아 컨소시엄 (말라리아 예방)
- 말라리아 재단 (말라리아 예방)
- 헬렌 켈러 인터내셔널 (비타민 A 결핍 예방을 위한 보충제)
- 뉴 인센티브스 (예방접종 장려를 위한 조건부 현금 이전)

## 추가 자료
- Lieber, Ron (2014년 4월 25일). “Donating, and Making Sure the Money Is Put to Work”. 《뉴욕 타임스》. 2016년 6월 4일에 확인함.